# Đình Tân Hưng
Đình Tân Hưng thuộc ấp Tân Hưng, xã Lý Văn Lâm, thành phố Cà Mau, tỉnh Cà Mau, cách trung tâm thành phố Cà Mau 4 km về phía nam, trên tuyến kênh rạch Rập đường đi huyện Cái Nước.
Đình được bộ Văn hoá Thông tin công nhận, xếp hạng di tích năm 1992.

## Lịch sử
Đình Tân Hưng được xây dựng năm 1907. Trải qua thời gian chiến tranh, đình bị hư hỏng toàn bộ. Trên nền cũ của đình, người dân địa phương cho dựng một ngôi đình khác nhỏ hơn gồm một gian hai chái, mái lợp ngói âm dương, trên nóc đúc hai rồng chầu. Phía trước đình có bức bình phong bằng gạch đắp hình hổ, hai bên có hai trụ gạch vuông, đỉnh trụ đắp hình hai bông sen. Hai bên sân có hai miếu thờ nhỏ.
Là nơi treo cờ Đảng Cộng sản Đông Dương đầu tiên tại Cà Mau (năm 1930), cũng là nơi đóng quân của Bộ chỉ huy Mặt trận Tân Hưng, mặt trận chống Pháp tại Cà Mau, Đình Tân Hưng có ý nghĩa giá trị văn hóa-lịch sử to lớn, đồng thời là hình ảnh của việc giữ gìn và phát huy bản sắc văn hóa của tỉnh Cà Mau, miền đất cực Nam Việt Nam.

## Trùng tu
Sau khi được xếp hạng, di tích được quy hoạch xây dựng phần sân thành vườn hoa và xây bia lưu niệm. Riêng công trình nhà chính sẽ được sửa chữa trùng tu để tổ chức các sinh hoạt văn hoá, kể truyện truyền thống. Theo chương trình trùng thu tôn tạo chống xuống cấp các di tích lịch sử của Bộ Văn hóa Thông tin Việt Nam và Sở văn hóa thông tin tỉnh Cà Mau, đã hỗ trợ gần 300 triệu đồng để xây dựng mới đình, bức chạm nổi, san lấp mặt bằng và xây kè chống sạt lở.